# 처녀자리 키
처녀자리 키(χ Vir / χ Virginis)는 처녀자리 방향으로 지구로부터 약 319광년 떨어진 곳에 있는 항성계이다. 처녀자리 키는 현재까지 밝혀진 바로는 네 개의 항성으로 구성된 사중성계이다.
가장 밝은 주성 처녀자리 키 A는 분광형 K의 오렌지색 거성으로 겉보기 등급은 4.66이다. A는 짝별 셋을 거느리고 있다. 첫 번째 짝별 처녀자리 키 B는 밤하늘에서 A로부터 173.1초각 떨어져 있으며 겉보기 등급은 9.1, 분광형상 K0이다. 두 번째 짝별 처녀자리 키 C는 A로부터 221.2초각 떨어져 있고 겉보기 등급은 10이다. 세 번째 짝별 처녀자리 키 D는 분광형 K2에 밝기는 9.1, 밤하늘에서 주성으로부터 321.2초각 떨어져 빛나고 있다.
2009년 7월 주성 A를 외계 행성 하나가 돌고 있음이 확인되었다. 행성의 궤도는 크게 찌그러져 있다.
| 동반 천체 (가까운 천체순) | 질량 (MJ)  | 공전주기 (일) | 공전궤도 반지름 (AU) | 이심률        |
| ------------------------- | ---------- | ------------- | -------------------- | ------------- |
| b                         | ≥11.09 ± 1 | 835.477 ± 6   | 2.14 ± 0.03          | 0.462 ± 0.069 |

## 같이 보기
- 처녀자리 70

## 참고 문헌
- De Medeiros;  외. (2009). “A planet around the evolved intermediate-mass star HD 110014” (PDF). 《aanda》.